# Jacques Louis Étienne de Reiset
Pour les articles homonymes, voir Reiset.
Jacques Louis Étienne de Reiset, né le 29 décembre 1771 à Colmar et mort le 3 février 1835 à Rouen, est un financier français, receveur général des finances et régent de la Banque de France.

## Biographie
Jacques Louis Étienne de Reiset est l'enfant de Jean-Jacques de Reiset, seigneur de Boron et de Chavanatte, conseiller du roi, subdélégué de l'intendant d'Alsace, avocat au Conseil souverain d'Alsace, maître général des eaux et forêts, receveur général des finances du département du Haut-Rhin, et de Marie-Thérèse Carré de Beaudoin. Il est le frère du général Marie Antoine de Reiset.
Il épouse Colette Désirée Godefroy de Suresne, nièce du comte Jean-Charles-Joseph Laumond.
Après sa scolarité au collège royal de Colmar, il suit ses études à la faculté de droit de Strasbourg. Il entre dans la vie professionnel en secondant son père nommé receveur général des finances du département du Haut-Rhin.
Envisageant une carrière diplomatique, il devait accompagner à Stockholm l’ambassadeur de France en Suède, quand survint la chute de la monarchie. Durant la période de la révolution, il demeure à Colmar et connaît un séjour à Paris en 1798. 
Conseiller général du Haut-Rhin de 1800 à 1803, il devient receveur général des finances à Colmar, à la suite de la démission de son père. Cette même année, il s'établit à Mayence suite à sa nomination au poste de receveur général des finances du département du Mont-Tonnerre. En janvier 1813, il est également receveur des impositions en Espagne. En juillet 1814, il prend la tête de la recette générale du département de Seine-Inférieure et s’établit à Rouen. 
Directeur de la Caisse d'épargne et de prévoyance de Paris, censeur de la Banque de Rouen et président de la Caisse d'épargne de Rouen, il est régent de la Banque de France de 1826 à 1835.
Il est inhumé au cimetière monumental de Rouen.

## Distinctions
- Chevalier de la Légion d'honneur (17 octobre 1814)

## Sources
- Jean-Chrétien-Ferdinand Hœfer, Nouvelle biographie générale, 1862